# Mnichov (film)
Mnichov (v anglickém originále Munich) je americký akční film, který v roce 2005 natočil režisér Steven Spielberg. Vykresluje reakci Izraele na události z Letních olympijských her v Mnichově v roce 1972, kde komando palestinské teroristické skupiny Černé září zavraždilo 11 izraelských sportovců. Film popisuje psychologii jednotlivých členů izraelské skupiny a následně i jejich pochybnosti nad významem mise. Skuteční agenti, kteří se na akci podíleli, přiznali, že žádné výčitky nebo pochybnosti, na rozdíl od svých filmových představitelů, neměli.
Mnichov vznikl podle knižní předlohy Vengeance: The True Story of an Israeli Counter-Terrorist Team z roku 1984 kanadského novináře George Jonase, která stavěla na příběhu Yuvala Aviva, jenž tvrdil, že byl agentem izraelské výzvědné služby Mosad. V knize je role Aviva přisouzena protagonistovi Avnerovi, stejně tak i ve filmu (hraje australský herec Eric Bana).

## Obsazení
| Eric Bana                 | Avner Kaufman – velitel izraelského komanda                 |
| Daniel Craig              | Steve – člen izraelského komanda, řidič                     |
| Ciarán Hinds              | Carl – člen izraelského komanda                             |
| Mathieu Kassovitz         | Robert – člen izraelského komanda, specialista na výbušniny |
| Hanns Zischler            | Hans – člen izraelského komanda, padělatel dokladů          |
| Ayelet Zurer              | Daphna Kaufmanová                                           |
| Geoffrey Rush             | Efraim – nadřízený agent Mossadu                            |
| Gila Almagor              | Avnerova matka                                              |
| Michael Lonsdale          | Papa – hlava francouzské společnosti poskytující informace  |
| Mathieu Amalric           | Louis – francouzská spojka                                  |
| Moritz Bleibtreu          | Andreas                                                     |
| Valeria Bruni Tedeschiová | Sylvie                                                      |
| Meret Becker              | Yvonne                                                      |
| Marie-Josée Croze         | Jeanette – nizozemská nájemná vražedkyně                    |
| Yvan Attal                | Tony                                                        |
| Ziad Adwan                | Kamal Adwan                                                 |
| Yigal Naor                | Mahmúd Hamšarí                                              |
| Hiam Abbass               | Marie Claude Hamšarí                                        |
| Mouna Soualem             | Amina Hamšarí                                               |
| Djemel Barek              | Zajád Muchasí                                               |
| Bijan Daneshmand          | Kamal Násir                                                 |
| Makram Khoury             | Abdel Waer Zweiter                                          |
| Mehdi Nebbou              | Ali Hasan Salame                                            |
| Ami Weinberg              | generál Zamir                                               |
| Lynn Cohen                | Golda Meirová – izraelská premiérka                         |
| Amos Lavi                 | generál Yariv                                               |

## Děj
Olympijské hry v Mnichově 1972. Jedenáct izraelských sportovců je zavražděno palestinskými teroristy ze skupiny Černé září. Izrael se rozhodne své mrtvé pomstít likvidací jedenácti Palestinců, kteří stáli v pozadí masakru. Izraelská vláda v čele s Goldou Meirovou se rozhodne, že je bezpodmínečně nutné ukázat Arabům i světu, že nebude tolerovat toto vraždění. Organizace Mosad dostane za úkol vytvořit tým, který zlikviduje či unese všechny známé plánovače atentátů a jiné teroristy podezřelé z útoků na Izrael.
Velitelem akce je jmenován Avner Kaufman, bývalý bodyguard izraelské premiérky Meirové. Musí vystoupit z Mosadu a stejně jako pro ostatní členy týmu ani pro něj již neexistují oficiální vazby mezi Izraelem a jeho osobou. Jeho spolupracovníky při plnění náročného úkolu jsou Steve (řidič z Jižní Afriky), Hans (padělatel dokladů), Robert (belgický výrobce hraček trénovaný ke zneškodňování bomb) a Carl (bývalý voják, jenž bude po každé akci „zametat stopy“). V odhalování jednotlivých Palestinců jim za peníze pomáhá francouzský informátor Louis.
První obětí izraelské skupiny je Abdel Wael Zwaiter, který je vystopován v Římě a zastřelen Avnerem a Robertem v suterénu domu, ve kterém žije. V Paříži se Robert vydává za novináře a zpovídá jejich druhý cíl, Mahmúda Hamšarího. Instaluje mu výbušninu do telefonu, která má být odpálena na dálku poté, co Hamšarí zvedne sluchátko. Karl je připraven Hamšarímu zavolat z telefonní budky, až jeho manželka a dcera odjedou pryč (musí být absolutně minimalizovány ztráty na životech ostatních osob). Členové skupiny včetně Roberta, který má na starost dálkové ovládání bomby čekají v autě před domem. Výhled na dům jim zacloní nákladní auto, takže si hned nikdo nevšimne, že se Hamšarího dcera vrátila pro něco domů. Je to ona, kdo zvedne sluchátko. Carl zavěsí a běží varovat Roberta, totéž udělá i Avner, jenž nakonec zaregistruje, že před domem stojí automobil, kterým Hamšarího manželka s dcerou předtím odjížděla. Akce je dokončena po chvíli, když obě odjedou a telefon zvedne Hamšarí.
Na Kypru nastraží skupina nálož do postele dalšímu ze seznamu, Husejnu Al Bašírovi. Avner Kaufman si pronajme pokoj v hotelovém pokoji hned vedle něj a dá signál k odpálení bomby zhasnutím lampy. Nálož je však příliš silná a exploze zdemoluje několik bytů, zraní mladý pár a málem dostane i Avnera. Robert se při hodnocení akce hájí, že dostal silnější výbušninu, než chtěl. Tu dodával Louis.
Avner dostane od Louise tip na tři Palestince, kteří se nacházejí v Bejrútu: Muhammada Jusefa al-Najára, Kamala Adwana a Kamala Násira, mluvčího OOP. Efraim odmítá pustit skupinu do akce samotnou. Avner trvá na tom, že ztratí důvěru svého informátora, pokud proti vytipovaným Palestincům zasáhne IDF. Efraim je tedy pošle na misi s doprovodem členů Sajeret Matkal (speciální jednotka IDF). Společně proniknou do hlídané budovy a zlikvidují všechny tři vytipované osoby.
V Aténách dojde k nemilému překvapení. Do bytu k nim vniknou 4 členové OOP, kterým byl byt také pronajat jako bezpečný úkryt. Po chvilce napětí, kdy na sebe všichni míří pistolemi a neví, co od sebe mohou vzájemně očekávat, zklidní Robert situaci, představí Izraelce jako členy baskické separatistické organizace ETA, německé levicové skupiny RAF a jihoafrického ANC. Avner pak diskutuje o blízkovýchodní politice s vůdcem palestinské skupiny, který si povšimne, že zastává proizraelský postoj. V Aténách má být terčem útoku Zajád Muchasí, ale bomba instalovaná v jeho televizoru selže. Hans se rozhodne vyřešit situaci, jde do hotelu a odpálí uvnitř granát, Muchasí je zabit. V následné přestřelce s jeho ochrankou je zabit jeden Rus, což situaci komplikuje (zhoršení mezinárodních vztahů, KGB může začít intenzivně pracovat proti skupině,…).
Avner se setká i s mužem, který si nechá říkat Papá – hlavou velké rodiny a otcem informátora Louise. Papá s Kaufmanem sympatizuje a ujistí jej, že jim budou poskytovány informace i nadále. Také se Avner doví, že CIA uzavřela dohodu s Ali Hasanem Salame, organizátorem mnichovského masakru. Poskytuje mu ochranu za slib neútočení na americké diplomaty. Izraelská skupina se vydá do Londýna, aby se jej pokusila dostat, ale to se nezdaří. Avnera zaměstnají nějací opilí Američané. Carl věří, že to byli agenti CIA. Avnera pak večer svádí v hotelu půvabná žena, ale on odmítne odejít s ní na pokoj. Neodolá jí ale Carl a Avner záhy zjistí, že to byla holandská nájemná vražedkyně. Chce pomstít smrt svého přítele Carla a plánuje odvetu, se kterou nesouhlasí Robert. Dostane pro tuto akci volno. Izraelci vystopují Holanďanku na její hausbót a zastřelí ji.
Avner, Steve a Hans debatují o marnosti jejich mise, Palestinci totiž oplácejí vraždy svých mužů dalšími atentáty a únosy. Navíc za každého zabitého člena se najde okamžitě náhrada, zpravidla ještě militantnější. Ani Avnerova skupina není v bezpečí, Hans je později nalezen ubodán na lavičce v parku a Robert zahyne při explozi nastražené bomby v jeho dílně. Stevovi a Avnerovi se podaří lokalizovat Ali Hasana Salama ve Španělsku, ale při pokusu o jeho likvidaci jsou vyrušeni hlídkou a svůj úkol nedokončí.
Iluzí zbavený Avner se vrací do Izraele a pak do New Yorku, kde na něj čeká manželka s dítětem. Trpí paranoiou, cítí se být pronásledován. Vtrhne na izraelský konzulát a konfrontuje jeho zaměstnance, o němž se domnívá, že je agent Mosadu. Chce, aby nechali jeho rodinu na pokoji. Do New Yorku přilétá Efraim, aby získal Avnera zpět pro spolupráci s Mosadem. Avner otevírá otázku smyslu celé mise. Odmítá se vrátit do Izraele a Efraim odchází.
Před závěrečnými titulky proběhne na obrazovce text se sdělením, že 9 z 11 vytipovaných lidí ze seznamu bylo nakonec zabito, včetně Ali Hasana Salama v roce 1979.

## Citáty
Jsme schopni najít téměř kohokoli, pro každého, kdekoliv a jsme ideologicky promiskuitní. Milujeme a nenávidíme všechny. Mám neuspořádané city. Pokud nepracujete pro žádnou vládu, tak víme, nebo zjistíme. Když nezjistíme, neplatíte. (Louis nastiňuje Avnerovi obchodní strategii své strany)
Jsme Židé, Avnere. Ti nepřátelům neoplácejí zlo zlem. ...Já nevím, jestli jsme vůbec kdy byli slušní. Po tisících letech života v nenávisti se těžko staneš slušným. Ale měli bychom být spravedliví. To je nádherná věc, to je židovské. To jsem uměl, tak mě to učili. A teď o to přicházím. A když přijdu o tohle, tak...tak to znamená všechno, to je moje duše. (Robert oponuje Avnerovi v jeho úmyslu pomstít smrt Carla, kterého zabila najatá vražedkyně)

## Přijetí

### Recenze
Film získal pozitivní recenze od kritiků. Na recenzní stránce Rotten Tomatoes získal 79 procent. Na Česko-Slovenské filmové databázi si snímek drží 80 procent.

### Ocenění a nominace
| Ocenění                                       | Kategorie                                      | Nominovaný                                                     | Výsledek  |
| --------------------------------------------- | ---------------------------------------------- | -------------------------------------------------------------- | --------- |
| AACTA Award                                   | Nejlepší mezinárodní herec                     | Eric Bana                                                      | nominace  |
| Oscar                                         | Nejlepší režie                                 | Steven Spielberg                                               | nominace  |
| Oscar                                         | Nejlepší film                                  | Steven Spielberg, Kathleen Kennedy a Barry Mendel              | nominace  |
| Oscar                                         | Nejlepší adaptovaný scénář                     | Tony Kushner and Eric Roth                                     | nominace  |
| Oscar                                         | Nejlepší původní hudba                         | John Williams                                                  | nominace  |
| Oscar                                         | Nejlepší střih                                 | Michael Kahn                                                   | nominace  |
| ACE Eddie                                     | Nejlepší střih (film – drama)                  | Michael Kahn                                                   | nominace  |
| Central Ohio Film Critics Association         | Nejlepší obsazení                              | Nejlepší obsazení                                              | vítězství |
| Critics' Choice Movie Award                   | Nejlepší režie                                 | Steven Spielberg                                               | nominace  |
| Directors Guild of America Award              | Nejlepší režie – film                          | Steven Spielberg                                               | nominace  |
| Empire Awards                                 | Nejlepší thriller                              | Steven Spielberg, Kathleen Kennedy, Barry Mendel, Colin Wilson | nominace  |
| Zlatý glóbus                                  | Nejlepší režie                                 | Steven Spielberg                                               | nominace  |
| Zlatý glóbus                                  | Nejlepší scénář                                | Tony Kushner, Eric Roth                                        | nominace  |
| Golden Reel Awards                            | Nejlepší střih (film)                          | Nejlepší střih (film)                                          | nominace  |
| Golden Trailer Awards                         | Nejlepší trailer                               | Nejlepší trailer                                               | nominace  |
| Cena Grammy                                   | Nejlepší soundtrack                            | John Williams                                                  | nominace  |
| Kansas City Film Critics Circle               | Nejlepší režie                                 | Steven Spielberg                                               | vítězství |
| Kansas City Film Critics Circle               | Nejlepší film                                  | Steven Spielberg, Kathleen Kennedy, Barry Mendel, Colin Wilson | vítězství |
| Kansas City Film Critics Circle               | Nejlepší adaptovaný scénář                     | Tony Kushner, Eric Roth                                        | vítězství |
| New York Film Critics Circle                  | Nejlepší režie                                 | Steven Spielberg                                               | nominace  |
| New York Film Critics Circle                  | Nejlepší film                                  | Steven Spielberg, Kathleen Kennedy, Barry Mendel, Colin Wilson | nominace  |
| New York Film Critics Circle                  | Nejlepší mužský herecký výkon ve vedlejší roli | Mathieu Amalric                                                | nominace  |
| New York Film Critics Circle                  | Nejlepší scénář                                | Tony Kushner, Eric Roth                                        | nominace  |
| Online Film Critics Society Awards            | Nejlepší režie                                 | Steven Spielberg                                               | nominace  |
| Online Film Critics Society Awards            | Nejlepší film                                  | Steven Spielberg, Kathleen Kennedy, Barry Mendel, Colin Wilson | nominace  |
| Online Film Critics Society Awards            | Nejlepší adaptovaný scénář                     | Tony Kushner, Eric Roth                                        | nominace  |
| Online Film Critics Society Awards            | Nejlepší původní hudba                         | John Williams                                                  | nominace  |
| Online Film Critics Society Awards            | Nejlepší střih                                 | Michael Kahn                                                   | nominace  |
| Washington D.C. Area Film Critics Association | Nejlepší režie                                 | Steven Spielberg                                               | vítězství |
| Washington D.C. Area Film Critics Association | Nejlepší film                                  | Steven Spielberg, Kathleen Kennedy, Barry Mendel, Colin Wilson | vítězství |
| Washington D.C. Area Film Critics Association | Nejlepší adaptovaný scénář                     | Tony Kushner, Eric Roth                                        | nominace  |
| Washington D.C. Area Film Critics Association | Nejlepší mužský herecký výkon ve vedlejší roli | Geoffrey Rush                                                  | nominace  |
| World Soundtrack Academy                      | Nejlepší původní soundtrack                    | John Williams                                                  | nominace  |